# Kaldalón
Kaldalón är en fjord i republiken Island.   Den ligger i regionen Västfjordarna, i den nordvästra delen av landet, 220 km norr om huvudstaden Reykjavík.